# Franklin Templeton
Franklin Templeton — американская компания по управлению активами.
Размер активов под управлением $720 млрд на 2017 год.

## История
Компания основана в Нью-Йорке в 1947 году под наименованием Franklin Distributors, Inc.
В 1973 году штаб-квартира холдинга была перенесена из Нью-Йорка в Сан-Матео (Калифорния).
Свое название холдинг получил после приобретения в октябре 1992 года группы инвестиционных фондов Templeton, Galbraith & Hansberger Ltd.

## Деятельность
Franklin Templeton Investments является одной из крупнейших компаний по управлению активами (assets management/wealth management).
Компания оказывает доверительное управление институциональным клиентам через дочернюю компанию Franklin Advisers, Inc. с активами $500 млрд.

## Руководство
Председателем совета директоров (с июня 2013 года) и главным исполнительным директором (c января 2014 года) холдинга является Грегори Джонсон, внук основателя группы Руперта Джонсона-старшего. 
С декабря 1999 года по сентябрь 2015 года Грегори Джонсон являлся президентом холдинга. 
Заместителем председателя совета директоров холдинга с декабря 1999 года является Руперт Джонсон-младший (англ. Rupert H. Johnson, Jr.), дядя нынешнего президента группы.
С октября 2015 года сопрезидентами холдинга являются Виджай Адвани и Дженифер Джонсон, которая является сестрой нынешнего председателя совета директоров холдинга Грегори Джонсона.

## Акционеры
Крупнейшие владельцы акций Franklin Templeton на 30 сентября 2016 год:
- Massachusetts Financial Services Co. — (4,95 %)
- The Vanguard Group, Inc. — (4,45 %)
- Highfields Capital Management LP — (3,40 %)
- State Street Corporation — (2,80 %)
- Vulcan Value Partners, LLC — (2,49 %)
- Pzena Investment Management, LLC — (1,85 %)
- BlackRock Institutional Trust Company, N.A. — (1,64 %)
- Morgan Stanley — (1,42 %)
- Adrams Capital Management, LP — (1,40 %)
- FMR, LLC — (1,03 %)[4][5]

## Franklin Templetonи СНГ
В 2015 году менеджеры Franklin Templeton возглавляли группу западных кредиторов на переговорах с украинским правительством о реструктуризации суверенных облигаций Украины на общую сумму около 7 млрд долларов США (на долю Franklin Templeton приходилось порядка 40 процентов от суммы реструктурируемых облигаций).

## Дочерние компании
- Franklin Advisers, Inc.
- Franklin Resources, Inc.
- Franklin Templeton Investor Services LLC
- Franklin Templeton Companies LLC
- Fiduciary Trust Company International
- Franklin Templetone Bank & Trust, F.S.B.